# André-Armand Mollet
Pour les articles homonymes, voir Mollet (homonymie).
André-Armand Mollet est un architecte français, mort fin 1719.

## Biographie
Il est issu d'une célèbre dynastie de jardiniers, fils de Armand Claude Mollet, architecte du roi, et de Françoise-Andrée Bombes, nièce de Françoise Langlois mariée à André Le Nôtre, arrière-petit-fils de Claude II Mollet. Il est le frère de Louis-François Mollet.
Il est le petit-neveu de Françoise Langlois et André Le Nôtre. Ce dernier est aussi son parrain. En 1701, Françoise Langlois, à l'époque veuve d'André Le Nôtre, fait prendre un acte pour en faire un de ses héritiers.
Il était contrôleur des bâtiments du roi. Il a travaillé avec son père à l'hôtel d'Humières et à l'hôtel d'Evreux, actuel palais de l'Élysée.
Le 23 décembre 1718, il a reçu le brevet d'architecte de la 2e classe de l'académie royale d'architecture où il est reçu en janvier 1719,.

## Généalogie simplifiée
Les généalogies de la famille Mollet données dans les livres de Dominique Garrigues, Jardins et jardiniers de Versailles au grand siècle, p. 309-310, et de Patricia Bouchenot-Déchin, André Le Nôtre, sont différentes. Le début de l'arbre proposé est celui de Dominique Garrigues, et la fin celui de Patricia Bouchenot-Déchin.
|  |  |  |  |                                                             |                                                             |                                                             |                                                             | | | | | | |                                                                       |                                                                       |                                                                       |                                                                       |                                                                       |                                                                       |                                                                   |                                                                   |                                                                   |                                                                   |                                                                   |                                                                   |                                                                 |                                                                 |                                                                 |                                                                 |                                                                 |                                                                 |                                 |                                 |  |  | Jean I Mollet laboureur                                                                |                                                                                        |                                                                                        |                                                                                        |                                                                                        |                                                                                        |  |  |  |  |                                                           |                                                           |                                                           |                                                           |                                                           |                                                           |                                                                  |                                                                  |                                                                  |                                                                  |                                                                  |                                                                  |  |  |  |  |  |  |  |  |  |  |                              |                              |                              |                              |                              |                              |  |  |  |  |  |  |
|  |  |  |  |                                                             |                                                             |                                                             |                                                             | | | | | | |                                                                       |                                                                       |                                                                       |                                                                       |                                                                       |                                                                       |                                                                   |                                                                   |                                                                   |                                                                   |                                                                   |                                                                   |                                                                 |                                                                 |                                                                 |                                                                 |                                                                 |                                                                 |                                 |                                 |  |  |                                                                                        |                                                                                        |                                                                                        |                                                                                        |                                                                                        |                                                                                        |  |  |  |  |                                                           |                                                           |                                                           |                                                           |                                                           |                                                           |                                                                  |                                                                  |                                                                  |                                                                  |                                                                  |                                                                  |  |  |  |  |  |  |  |  |  |  |                              |                              |                              |                              |                              |                              |  |  |  |  |  |  |
|  |  |  |  |                                                             |                                                             |                                                             |                                                             | | | | | | |                                                                       |                                                                       |                                                                       |                                                                       |                                                                       |                                                                       |                                                                   |                                                                   |                                                                   |                                                                   |                                                                   |                                                                   |                                                                 |                                                                 |                                                                 |                                                                 |                                                                 |                                                                 |                                 |                                 |  |  | Jacques I Mollet jardinier du duc d'Aumale                                             |                                                                                        |                                                                                        |                                                                                        |                                                                                        |                                                                                        |  |  |  |  |                                                           |                                                           |                                                           |                                                           |                                                           |                                                           |                                                                  |                                                                  |                                                                  |                                                                  |                                                                  |                                                                  |  |  |  |  |  |  |  |  |  |  |                              |                              |                              |                              |                              |                              |  |  |  |  |  |  |
|  |  |  |  |                                                             |                                                             |                                                             |                                                             | | | | | | |                                                                       |                                                                       |                                                                       |                                                                       |                                                                       |                                                                       |                                                                   |                                                                   |                                                                   |                                                                   |                                                                   |                                                                   |                                                                 |                                                                 |                                                                 |                                                                 |                                                                 |                                                                 |                                 |                                 |  |  |                                                                                        |                                                                                        |                                                                                        |                                                                                        |                                                                                        |                                                                                        |  |  |  |  |                                                           |                                                           |                                                           |                                                           |                                                           |                                                           |                                                                  |                                                                  |                                                                  |                                                                  |                                                                  |                                                                  |  |  |  |  |  |  |  |  |  |  |                              |                              |                              |                              |                              |                              |  |  |  |  |  |  |
|  |  |  |  |                                                             |                                                             |                                                             |                                                             | | | | | | |                                                                       |                                                                       |                                                                       |                                                                       |                                                                       |                                                                       |                                                                   |                                                                   |                                                                   |                                                                   |                                                                   |                                                                   |                                                                 |                                                                 |                                                                 |                                                                 |                                                                 |                                                                 |                                 |                                 |  |  | Claude I Mollet (1557-1647) premier jardinier du roi                                   |                                                                                        |                                                                                        |                                                                                        |                                                                                        |                                                                                        |  |  |  |  |                                                           |                                                           |                                                           |                                                           |                                                           |                                                           |                                                                  |                                                                  |                                                                  |                                                                  |                                                                  |                                                                  |  |  |  |  |  |  |  |  |  |  |                              |                              |                              |                              |                              |                              |  |  |  |  |  |  |
|  |  |  |  |                                                             |                                                             |                                                             |                                                             | | | | | | |                                                                       |                                                                       |                                                                       |                                                                       |                                                                       |                                                                       |                                                                   |                                                                   |                                                                   |                                                                   |                                                                   |                                                                   |                                                                 |                                                                 |                                                                 |                                                                 |                                                                 |                                                                 |                                 |                                 |  |  |                                                                                        |                                                                                        |                                                                                        |                                                                                        |                                                                                        |                                                                                        |  |  |  |  |                                                           |                                                           |                                                           |                                                           |                                                           |                                                           |                                                                  |                                                                  |                                                                  |                                                                  |                                                                  |                                                                  |  |  |  |  |  |  |  |  |  |  |                              |                              |                              |                              |                              |                              |  |  |  |  |  |  |
|  |  |  |  |                                                             |                                                             |                                                             |                                                             | | | | | | |                                                                       |                                                                       |                                                                       |                                                                       |                                                                       |                                                                       |                                                                   |                                                                   |                                                                   |                                                                   |                                                                   |                                                                   |                                                                 |                                                                 |                                                                 |                                                                 |                                                                 |                                                                 |                                 |                                 |  |  |                                                                                        |                                                                                        |                                                                                        |                                                                                        |                                                                                        |                                                                                        |  |  |  |  |                                                           |                                                           |                                                           |                                                           |                                                           |                                                           |                                                                  |                                                                  |                                                                  |                                                                  |                                                                  |                                                                  |  |  |  |  |  |  |  |  |  |  |                              |                              |                              |                              |                              |                              |  |  |  |  |  |  |
|  |  |  |  | Pierre Mollet (vers 1595-1660) jardinier aux Tuileries      | Pierre Mollet (vers 1595-1660) jardinier aux Tuileries      | Pierre Mollet (vers 1595-1660) jardinier aux Tuileries      | Pierre Mollet (vers 1595-1660) jardinier aux Tuileries      | Pierre Mollet (vers 1595-1660) jardinier aux Tuileries                                                | Pierre Mollet (vers 1595-1660) jardinier aux Tuileries                                                | | | | |                                                                       |                                                                       |                                                                       |                                                                       |                                                                       |                                                                       | Claude 2 Mollet (mort en septembre 1664) premier jardinier du roi | Claude 2 Mollet (mort en septembre 1664) premier jardinier du roi | Claude 2 Mollet (mort en septembre 1664) premier jardinier du roi | Claude 2 Mollet (mort en septembre 1664) premier jardinier du roi | Claude 2 Mollet (mort en septembre 1664) premier jardinier du roi | Claude 2 Mollet (mort en septembre 1664) premier jardinier du roi |                                                                 |                                                                 |                                                                 |                                                                 |                                                                 |                                                                 |                                 |                                 |  |  | André Mollet (vers 1600-1665) jardinier du roi au Louvre et aux Tuileries              | André Mollet (vers 1600-1665) jardinier du roi au Louvre et aux Tuileries              | André Mollet (vers 1600-1665) jardinier du roi au Louvre et aux Tuileries              | André Mollet (vers 1600-1665) jardinier du roi au Louvre et aux Tuileries              | André Mollet (vers 1600-1665) jardinier du roi au Louvre et aux Tuileries              | André Mollet (vers 1600-1665) jardinier du roi au Louvre et aux Tuileries              |  |  |  |  |                                                           |                                                           |                                                           |                                                           |                                                           |                                                           | Jacques 2 Mollet (mort en 1622) jardinier du roi à Fontainebleau | Jacques 2 Mollet (mort en 1622) jardinier du roi à Fontainebleau | Jacques 2 Mollet (mort en 1622) jardinier du roi à Fontainebleau | Jacques 2 Mollet (mort en 1622) jardinier du roi à Fontainebleau | Jacques 2 Mollet (mort en 1622) jardinier du roi à Fontainebleau | Jacques 2 Mollet (mort en 1622) jardinier du roi à Fontainebleau |  |  |  |  |  |  |  |  |  |  | Noël Mollet jardinier du roi | Noël Mollet jardinier du roi | Noël Mollet jardinier du roi | Noël Mollet jardinier du roi | Noël Mollet jardinier du roi | Noël Mollet jardinier du roi |  |  |  |  |  |  |
|  |  |  |  | Pierre Mollet (vers 1595-1660) jardinier aux Tuileries      | Pierre Mollet (vers 1595-1660) jardinier aux Tuileries      | Pierre Mollet (vers 1595-1660) jardinier aux Tuileries      | Pierre Mollet (vers 1595-1660) jardinier aux Tuileries      | Pierre Mollet (vers 1595-1660) jardinier aux Tuileries                                                | Pierre Mollet (vers 1595-1660) jardinier aux Tuileries                                                | | | | |                                                                       |                                                                       |                                                                       |                                                                       |                                                                       |                                                                       | Claude 2 Mollet (mort en septembre 1664) premier jardinier du roi | Claude 2 Mollet (mort en septembre 1664) premier jardinier du roi | Claude 2 Mollet (mort en septembre 1664) premier jardinier du roi | Claude 2 Mollet (mort en septembre 1664) premier jardinier du roi | Claude 2 Mollet (mort en septembre 1664) premier jardinier du roi | Claude 2 Mollet (mort en septembre 1664) premier jardinier du roi |                                                                 |                                                                 |                                                                 |                                                                 |                                                                 |                                                                 |                                 |                                 |  |  | André Mollet (vers 1600-1665) jardinier du roi au Louvre et aux Tuileries              | André Mollet (vers 1600-1665) jardinier du roi au Louvre et aux Tuileries              | André Mollet (vers 1600-1665) jardinier du roi au Louvre et aux Tuileries              | André Mollet (vers 1600-1665) jardinier du roi au Louvre et aux Tuileries              | André Mollet (vers 1600-1665) jardinier du roi au Louvre et aux Tuileries              | André Mollet (vers 1600-1665) jardinier du roi au Louvre et aux Tuileries              |  |  |  |  |                                                           |                                                           |                                                           |                                                           |                                                           |                                                           | Jacques 2 Mollet (mort en 1622) jardinier du roi à Fontainebleau | Jacques 2 Mollet (mort en 1622) jardinier du roi à Fontainebleau | Jacques 2 Mollet (mort en 1622) jardinier du roi à Fontainebleau | Jacques 2 Mollet (mort en 1622) jardinier du roi à Fontainebleau | Jacques 2 Mollet (mort en 1622) jardinier du roi à Fontainebleau | Jacques 2 Mollet (mort en 1622) jardinier du roi à Fontainebleau |  |  |  |  |  |  |  |  |  |  | Noël Mollet jardinier du roi | Noël Mollet jardinier du roi | Noël Mollet jardinier du roi | Noël Mollet jardinier du roi | Noël Mollet jardinier du roi | Noël Mollet jardinier du roi |  |  |  |  |  |  |
|  |  |  |  |                                                             |                                                             |                                                             |                                                             | | | | | | |                                                                       |                                                                       |                                                                       |                                                                       |                                                                       |                                                                       |                                                                   |                                                                   |                                                                   |                                                                   |                                                                   |                                                                   |                                                                 |                                                                 |                                                                 |                                                                 |                                                                 |                                                                 |                                 |                                 |  |  |                                                                                        |                                                                                        |                                                                                        |                                                                                        |                                                                                        |                                                                                        |  |  |  |  |                                                           |                                                           |                                                           |                                                           |                                                           |                                                           |                                                                  |                                                                  |                                                                  |                                                                  |                                                                  |                                                                  |  |  |  |  |  |  |  |  |  |  |                              |                              |                              |                              |                              |                              |  |  |  |  |  |  |
|  |  |  |  | Suzanne Mollet                                              | Suzanne Mollet                                              | Suzanne Mollet                                              | Suzanne Mollet                                              | Suzanne Mollet                                                                                        | Suzanne Mollet                                                                                        | | | | | Charles Mollet (mort en 1693) jardinier au Louvre                     | Charles Mollet (mort en 1693) jardinier au Louvre                     | Charles Mollet (mort en 1693) jardinier au Louvre                     | Charles Mollet (mort en 1693) jardinier au Louvre                     | Charles Mollet (mort en 1693) jardinier au Louvre                     | Charles Mollet (mort en 1693) jardinier au Louvre                     |                                                                   |                                                                   |                                                                   |                                                                   |                                                                   |                                                                   | Gabriel Mollet (mort vers 1662) assiste son oncle en Angleterre | Gabriel Mollet (mort vers 1662) assiste son oncle en Angleterre | Gabriel Mollet (mort vers 1662) assiste son oncle en Angleterre | Gabriel Mollet (mort vers 1662) assiste son oncle en Angleterre | Gabriel Mollet (mort vers 1662) assiste son oncle en Angleterre | Gabriel Mollet (mort vers 1662) assiste son oncle en Angleterre |                                 |                                 |  |  | Jean 2 Mollet Jardinier, succède à son père en Suède                                   | Jean 2 Mollet Jardinier, succède à son père en Suède                                   | Jean 2 Mollet Jardinier, succède à son père en Suède                                   | Jean 2 Mollet Jardinier, succède à son père en Suède                                   | Jean 2 Mollet Jardinier, succède à son père en Suède                                   | Jean 2 Mollet Jardinier, succède à son père en Suède                                   |  |  |  |  |                                                           |                                                           |                                                           |                                                           |                                                           |                                                           |                                                                  |                                                                  |                                                                  |                                                                  |                                                                  |                                                                  |  |  |  |  |  |  |  |  |  |  |                              |                              |                              |                              |                              |                              |  |  |  |  |  |  |
|  |  |  |  | Suzanne Mollet                                              | Suzanne Mollet                                              | Suzanne Mollet                                              | Suzanne Mollet                                              | Suzanne Mollet                                                                                        | Suzanne Mollet                                                                                        | | | | | Charles Mollet (mort en 1693) jardinier au Louvre                     | Charles Mollet (mort en 1693) jardinier au Louvre                     | Charles Mollet (mort en 1693) jardinier au Louvre                     | Charles Mollet (mort en 1693) jardinier au Louvre                     | Charles Mollet (mort en 1693) jardinier au Louvre                     | Charles Mollet (mort en 1693) jardinier au Louvre                     |                                                                   |                                                                   |                                                                   |                                                                   |                                                                   |                                                                   | Gabriel Mollet (mort vers 1662) assiste son oncle en Angleterre | Gabriel Mollet (mort vers 1662) assiste son oncle en Angleterre | Gabriel Mollet (mort vers 1662) assiste son oncle en Angleterre | Gabriel Mollet (mort vers 1662) assiste son oncle en Angleterre | Gabriel Mollet (mort vers 1662) assiste son oncle en Angleterre | Gabriel Mollet (mort vers 1662) assiste son oncle en Angleterre |                                 |                                 |  |  | Jean 2 Mollet Jardinier, succède à son père en Suède                                   | Jean 2 Mollet Jardinier, succède à son père en Suède                                   | Jean 2 Mollet Jardinier, succède à son père en Suède                                   | Jean 2 Mollet Jardinier, succède à son père en Suède                                   | Jean 2 Mollet Jardinier, succède à son père en Suède                                   | Jean 2 Mollet Jardinier, succède à son père en Suède                                   |  |  |  |  |                                                           |                                                           |                                                           |                                                           |                                                           |                                                           |                                                                  |                                                                  |                                                                  |                                                                  |                                                                  |                                                                  |  |  |  |  |  |  |  |  |  |  |                              |                              |                              |                              |                              |                              |  |  |  |  |  |  |
|  |  |  |  |                                                             |                                                             |                                                             |                                                             | | | | | | |                                                                       |                                                                       |                                                                       |                                                                       |                                                                       |                                                                       |                                                                   |                                                                   |                                                                   |                                                                   |                                                                   |                                                                   |                                                                 |                                                                 |                                                                 |                                                                 |                                                                 |                                                                 |                                 |                                 |  |  |                                                                                        |                                                                                        |                                                                                        |                                                                                        |                                                                                        |                                                                                        |  |  |  |  |                                                           |                                                           |                                                           |                                                           |                                                           |                                                           |                                                                  |                                                                  |                                                                  |                                                                  |                                                                  |                                                                  |  |  |  |  |  |  |  |  |  |  |                              |                              |                              |                              |                              |                              |  |  |  |  |  |  |
|  |  |  |  | Armand Mollet (mort en 1742)                                | Armand Mollet (mort en 1742)                                | Armand Mollet (mort en 1742)                                | Armand Mollet (mort en 1742)                                | Armand Mollet (mort en 1742)                                                                          | Armand Mollet (mort en 1742)                                                                          | | | | | Armand Claude Mollet dessinateur des jardins di roi Architecte du roi | Armand Claude Mollet dessinateur des jardins di roi Architecte du roi | Armand Claude Mollet dessinateur des jardins di roi Architecte du roi | Armand Claude Mollet dessinateur des jardins di roi Architecte du roi | Armand Claude Mollet dessinateur des jardins di roi Architecte du roi | Armand Claude Mollet dessinateur des jardins di roi Architecte du roi |                                                                   |                                                                   |                                                                   |                                                                   |                                                                   |                                                                   | Armand-Louis Mollet                                             | Armand-Louis Mollet                                             | Armand-Louis Mollet                                             | Armand-Louis Mollet                                             | Armand-Louis Mollet                                             | Armand-Louis Mollet                                             |                                 |                                 |  |  | Jean-François Mollet Jardinier du roi au Petit jardin de la Reine au Louvre            | Jean-François Mollet Jardinier du roi au Petit jardin de la Reine au Louvre            | Jean-François Mollet Jardinier du roi au Petit jardin de la Reine au Louvre            | Jean-François Mollet Jardinier du roi au Petit jardin de la Reine au Louvre            | Jean-François Mollet Jardinier du roi au Petit jardin de la Reine au Louvre            | Jean-François Mollet Jardinier du roi au Petit jardin de la Reine au Louvre            |  |  |  |  |                                                           |                                                           |                                                           |                                                           |                                                           |                                                           |                                                                  |                                                                  |                                                                  |                                                                  |                                                                  |                                                                  |  |  |  |  |  |  |  |  |  |  |                              |                              |                              |                              |                              |                              |  |  |  |  |  |  |
|  |  |  |  | Armand Mollet (mort en 1742)                                | Armand Mollet (mort en 1742)                                | Armand Mollet (mort en 1742)                                | Armand Mollet (mort en 1742)                                | Armand Mollet (mort en 1742)                                                                          | Armand Mollet (mort en 1742)                                                                          | | | | | Armand Claude Mollet dessinateur des jardins di roi Architecte du roi | Armand Claude Mollet dessinateur des jardins di roi Architecte du roi | Armand Claude Mollet dessinateur des jardins di roi Architecte du roi | Armand Claude Mollet dessinateur des jardins di roi Architecte du roi | Armand Claude Mollet dessinateur des jardins di roi Architecte du roi | Armand Claude Mollet dessinateur des jardins di roi Architecte du roi |                                                                   |                                                                   |                                                                   |                                                                   |                                                                   |                                                                   | Armand-Louis Mollet                                             | Armand-Louis Mollet                                             | Armand-Louis Mollet                                             | Armand-Louis Mollet                                             | Armand-Louis Mollet                                             | Armand-Louis Mollet                                             |                                 |                                 |  |  | Jean-François Mollet Jardinier du roi au Petit jardin de la Reine au Louvre            | Jean-François Mollet Jardinier du roi au Petit jardin de la Reine au Louvre            | Jean-François Mollet Jardinier du roi au Petit jardin de la Reine au Louvre            | Jean-François Mollet Jardinier du roi au Petit jardin de la Reine au Louvre            | Jean-François Mollet Jardinier du roi au Petit jardin de la Reine au Louvre            | Jean-François Mollet Jardinier du roi au Petit jardin de la Reine au Louvre            |  |  |  |  |                                                           |                                                           |                                                           |                                                           |                                                           |                                                           |                                                                  |                                                                  |                                                                  |                                                                  |                                                                  |                                                                  |  |  |  |  |  |  |  |  |  |  |                              |                              |                              |                              |                              |                              |  |  |  |  |  |  |
|  |  |  |  |                                                             |                                                             |                                                             |                                                             | | | | | | |                                                                       |                                                                       |                                                                       |                                                                       |                                                                       |                                                                       |                                                                   |                                                                   |                                                                   |                                                                   |                                                                   |                                                                   |                                                                 |                                                                 |                                                                 |                                                                 |                                                                 |                                                                 |                                 |                                 |  |  |                                                                                        |                                                                                        |                                                                                        |                                                                                        |                                                                                        |                                                                                        |  |  |  |  |                                                           |                                                           |                                                           |                                                           |                                                           |                                                           |                                                                  |                                                                  |                                                                  |                                                                  |                                                                  |                                                                  |  |  |  |  |  |  |  |  |  |  |                              |                              |                              |                              |                              |                              |  |  |  |  |  |  |
|  |  |  |  | André-Armand Mollet (vers 1692-1719/1720) Architecte du roi | André-Armand Mollet (vers 1692-1719/1720) Architecte du roi | André-Armand Mollet (vers 1692-1719/1720) Architecte du roi | André-Armand Mollet (vers 1692-1719/1720) Architecte du roi | André-Armand Mollet (vers 1692-1719/1720) Architecte du roi                                           | André-Armand Mollet (vers 1692-1719/1720) Architecte du roi                                           | | | | | Louis-François Mollet (1695-1757) Architecte du roi                   | Louis-François Mollet (1695-1757) Architecte du roi                   | Louis-François Mollet (1695-1757) Architecte du roi                   | Louis-François Mollet (1695-1757) Architecte du roi                   | Louis-François Mollet (1695-1757) Architecte du roi                   | Louis-François Mollet (1695-1757) Architecte du roi                   |                                                                   |                                                                   |                                                                   |                                                                   |                                                                   |                                                                   | Armand-Robert Mollet Écuyer Abbé                                | Armand-Robert Mollet Écuyer Abbé                                | Armand-Robert Mollet Écuyer Abbé                                | Armand-Robert Mollet Écuyer Abbé                                | Armand-Robert Mollet Écuyer Abbé                                | Armand-Robert Mollet Écuyer Abbé                                |                                 |                                 |  |  | Nicolas de Mollet (mort en 1769) écuyer, bachelier en théologie de la faculté de Paris | Nicolas de Mollet (mort en 1769) écuyer, bachelier en théologie de la faculté de Paris | Nicolas de Mollet (mort en 1769) écuyer, bachelier en théologie de la faculté de Paris | Nicolas de Mollet (mort en 1769) écuyer, bachelier en théologie de la faculté de Paris | Nicolas de Mollet (mort en 1769) écuyer, bachelier en théologie de la faculté de Paris | Nicolas de Mollet (mort en 1769) écuyer, bachelier en théologie de la faculté de Paris |  |  |  |  | Mathieu Mollet (1705-an IV) Écuyer, gentilhomme ordinaire | Mathieu Mollet (1705-an IV) Écuyer, gentilhomme ordinaire | Mathieu Mollet (1705-an IV) Écuyer, gentilhomme ordinaire | Mathieu Mollet (1705-an IV) Écuyer, gentilhomme ordinaire | Mathieu Mollet (1705-an IV) Écuyer, gentilhomme ordinaire | Mathieu Mollet (1705-an IV) Écuyer, gentilhomme ordinaire |                                                                  |                                                                  |                                                                  |                                                                  |                                                                  |                                                                  |  |  |  |  |  |  |  |  |  |  |                              |                              |                              |                              |                              |                              |  |  |  |  |  |  |
|  |  |  |  | André-Armand Mollet (vers 1692-1719/1720) Architecte du roi | André-Armand Mollet (vers 1692-1719/1720) Architecte du roi | André-Armand Mollet (vers 1692-1719/1720) Architecte du roi | André-Armand Mollet (vers 1692-1719/1720) Architecte du roi | André-Armand Mollet (vers 1692-1719/1720) Architecte du roi                                           | André-Armand Mollet (vers 1692-1719/1720) Architecte du roi                                           | | | | | Louis-François Mollet (1695-1757) Architecte du roi                   | Louis-François Mollet (1695-1757) Architecte du roi                   | Louis-François Mollet (1695-1757) Architecte du roi                   | Louis-François Mollet (1695-1757) Architecte du roi                   | Louis-François Mollet (1695-1757) Architecte du roi                   | Louis-François Mollet (1695-1757) Architecte du roi                   |                                                                   |                                                                   |                                                                   |                                                                   |                                                                   |                                                                   | Armand-Robert Mollet Écuyer Abbé                                | Armand-Robert Mollet Écuyer Abbé                                | Armand-Robert Mollet Écuyer Abbé                                | Armand-Robert Mollet Écuyer Abbé                                | Armand-Robert Mollet Écuyer Abbé                                | Armand-Robert Mollet Écuyer Abbé                                |                                 |                                 |  |  | Nicolas de Mollet (mort en 1769) écuyer, bachelier en théologie de la faculté de Paris | Nicolas de Mollet (mort en 1769) écuyer, bachelier en théologie de la faculté de Paris | Nicolas de Mollet (mort en 1769) écuyer, bachelier en théologie de la faculté de Paris | Nicolas de Mollet (mort en 1769) écuyer, bachelier en théologie de la faculté de Paris | Nicolas de Mollet (mort en 1769) écuyer, bachelier en théologie de la faculté de Paris | Nicolas de Mollet (mort en 1769) écuyer, bachelier en théologie de la faculté de Paris |  |  |  |  | Mathieu Mollet (1705-an IV) Écuyer, gentilhomme ordinaire | Mathieu Mollet (1705-an IV) Écuyer, gentilhomme ordinaire | Mathieu Mollet (1705-an IV) Écuyer, gentilhomme ordinaire | Mathieu Mollet (1705-an IV) Écuyer, gentilhomme ordinaire | Mathieu Mollet (1705-an IV) Écuyer, gentilhomme ordinaire | Mathieu Mollet (1705-an IV) Écuyer, gentilhomme ordinaire |                                                                  |                                                                  |                                                                  |                                                                  |                                                                  |                                                                  |  |  |  |  |  |  |  |  |  |  |                              |                              |                              |                              |                              |                              |  |  |  |  |  |  |
|  |  |  |  |                                                             |                                                             |                                                             |                                                             | | | | | | |                                                                       |                                                                       |                                                                       |                                                                       |                                                                       |                                                                       |                                                                   |                                                                   |                                                                   |                                                                   |                                                                   |                                                                   |                                                                 |                                                                 |                                                                 |                                                                 |                                                                 |                                                                 |                                 |                                 |  |  |                                                                                        |                                                                                        |                                                                                        |                                                                                        |                                                                                        |                                                                                        |  |  |  |  |                                                           |                                                           |                                                           |                                                           |                                                           |                                                           |                                                                  |                                                                  |                                                                  |                                                                  |                                                                  |                                                                  |  |  |  |  |  |  |  |  |  |  |                              |                              |                              |                              |                              |                              |  |  |  |  |  |  |
|  |  |  |  |                                                             |                                                             |                                                             |                                                             | Armand-Louis de Mollet Écuyer, contrôleur général des bâtiments du roi au château de Monceaux en 1758 | Armand-Louis de Mollet Écuyer, contrôleur général des bâtiments du roi au château de Monceaux en 1758 | Armand-Louis de Mollet Écuyer, contrôleur général des bâtiments du roi au château de Monceaux en 1758 | Armand-Louis de Mollet Écuyer, contrôleur général des bâtiments du roi au château de Monceaux en 1758 | Armand-Louis de Mollet Écuyer, contrôleur général des bâtiments du roi au château de Monceaux en 1758 | Armand-Louis de Mollet Écuyer, contrôleur général des bâtiments du roi au château de Monceaux en 1758 |                                                                       |                                                                       |                                                                       |                                                                       |                                                                       |                                                                       | Jeanne-Marguerite de Mollet                                       | Jeanne-Marguerite de Mollet                                       | Jeanne-Marguerite de Mollet                                       | Jeanne-Marguerite de Mollet                                       | Jeanne-Marguerite de Mollet                                       | Jeanne-Marguerite de Mollet                                       |                                                                 |                                                                 | Adrien-David Gohier de Valcourt                                 | Adrien-David Gohier de Valcourt                                 | Adrien-David Gohier de Valcourt                                 | Adrien-David Gohier de Valcourt                                 | Adrien-David Gohier de Valcourt | Adrien-David Gohier de Valcourt |  |  |                                                                                        |                                                                                        |                                                                                        |                                                                                        |                                                                                        |                                                                                        |  |  |  |  |                                                           |                                                           |                                                           |                                                           |                                                           |                                                           |                                                                  |                                                                  |                                                                  |                                                                  |                                                                  |                                                                  |  |  |  |  |  |  |  |  |  |  |                              |                              |                              |                              |                              |                              |  |  |  |  |  |  |
|  |  |  |  |                                                             |                                                             |                                                             |                                                             | Armand-Louis de Mollet Écuyer, contrôleur général des bâtiments du roi au château de Monceaux en 1758 | Armand-Louis de Mollet Écuyer, contrôleur général des bâtiments du roi au château de Monceaux en 1758 | Armand-Louis de Mollet Écuyer, contrôleur général des bâtiments du roi au château de Monceaux en 1758 | Armand-Louis de Mollet Écuyer, contrôleur général des bâtiments du roi au château de Monceaux en 1758 | Armand-Louis de Mollet Écuyer, contrôleur général des bâtiments du roi au château de Monceaux en 1758 | Armand-Louis de Mollet Écuyer, contrôleur général des bâtiments du roi au château de Monceaux en 1758 |                                                                       |                                                                       |                                                                       |                                                                       |                                                                       |                                                                       | Jeanne-Marguerite de Mollet                                       | Jeanne-Marguerite de Mollet                                       | Jeanne-Marguerite de Mollet                                       | Jeanne-Marguerite de Mollet                                       | Jeanne-Marguerite de Mollet                                       | Jeanne-Marguerite de Mollet                                       |                                                                 |                                                                 | Adrien-David Gohier de Valcourt                                 | Adrien-David Gohier de Valcourt                                 | Adrien-David Gohier de Valcourt                                 | Adrien-David Gohier de Valcourt                                 | Adrien-David Gohier de Valcourt | Adrien-David Gohier de Valcourt |  |  |                                                                                        |                                                                                        |                                                                                        |                                                                                        |                                                                                        |                                                                                        |  |  |  |  |                                                           |                                                           |                                                           |                                                           |                                                           |                                                           |                                                                  |                                                                  |                                                                  |                                                                  |                                                                  |                                                                  |  |  |  |  |  |  |  |  |  |  |                              |                              |                              |                              |                              |                              |  |  |  |  |  |  |
|  |  |  |  |                                                             |                                                             |                                                             |                                                             | | | | | | |                                                                       |                                                                       |                                                                       |                                                                       |                                                                       |                                                                       |                                                                   |                                                                   |                                                                   |                                                                   |                                                                   |                                                                   |                                                                 |                                                                 |                                                                 |                                                                 |                                                                 |                                                                 |                                 |                                 |  |  |                                                                                        |                                                                                        |                                                                                        |                                                                                        |                                                                                        |                                                                                        |  |  |  |  |                                                           |                                                           |                                                           |                                                           |                                                           |                                                           |                                                                  |                                                                  |                                                                  |                                                                  |                                                                  |                                                                  |  |  |  |  |  |  |  |  |  |  |                              |                              |                              |                              |                              |                              |  |  |  |  |  |  |
|  |  |  |  |                                                             |                                                             |                                                             |                                                             | Bernard-Claude de Mollet contrôleur général des bâtiments, jardins, arts et manufactures de France    | Bernard-Claude de Mollet contrôleur général des bâtiments, jardins, arts et manufactures de France    | Bernard-Claude de Mollet contrôleur général des bâtiments, jardins, arts et manufactures de France    | Bernard-Claude de Mollet contrôleur général des bâtiments, jardins, arts et manufactures de France    | Bernard-Claude de Mollet contrôleur général des bâtiments, jardins, arts et manufactures de France    | Bernard-Claude de Mollet contrôleur général des bâtiments, jardins, arts et manufactures de France    |                                                                       |                                                                       |                                                                       |                                                                       |                                                                       |                                                                       |                                                                   |                                                                   |                                                                   |                                                                   | Adrienne-Thérèse Gohier de Valcourt                               | Adrienne-Thérèse Gohier de Valcourt                               | Adrienne-Thérèse Gohier de Valcourt                             | Adrienne-Thérèse Gohier de Valcourt                             | Adrienne-Thérèse Gohier de Valcourt                             | Adrienne-Thérèse Gohier de Valcourt                             |                                                                 |                                                                 |                                 |                                 |  |  |                                                                                        |                                                                                        |                                                                                        |                                                                                        |                                                                                        |                                                                                        |  |  |  |  |                                                           |                                                           |                                                           |                                                           |                                                           |                                                           |                                                                  |                                                                  |                                                                  |                                                                  |                                                                  |                                                                  |  |  |  |  |  |  |  |  |  |  |                              |                              |                              |                              |                              |                              |  |  |  |  |  |  |
|  |  |  |  |                                                             |                                                             |                                                             |                                                             | Bernard-Claude de Mollet contrôleur général des bâtiments, jardins, arts et manufactures de France    | Bernard-Claude de Mollet contrôleur général des bâtiments, jardins, arts et manufactures de France    | Bernard-Claude de Mollet contrôleur général des bâtiments, jardins, arts et manufactures de France    | Bernard-Claude de Mollet contrôleur général des bâtiments, jardins, arts et manufactures de France    | Bernard-Claude de Mollet contrôleur général des bâtiments, jardins, arts et manufactures de France    | Bernard-Claude de Mollet contrôleur général des bâtiments, jardins, arts et manufactures de France    |                                                                       |                                                                       |                                                                       |                                                                       |                                                                       |                                                                       |                                                                   |                                                                   |                                                                   |                                                                   | Adrienne-Thérèse Gohier de Valcourt                               | Adrienne-Thérèse Gohier de Valcourt                               | Adrienne-Thérèse Gohier de Valcourt                             | Adrienne-Thérèse Gohier de Valcourt                             | Adrienne-Thérèse Gohier de Valcourt                             | Adrienne-Thérèse Gohier de Valcourt                             |                                                                 |                                                                 |                                 |                                 |  |  |                                                                                        |                                                                                        |                                                                                        |                                                                                        |                                                                                        |                                                                                        |  |  |  |  |                                                           |                                                           |                                                           |                                                           |                                                           |                                                           |                                                                  |                                                                  |                                                                  |                                                                  |                                                                  |                                                                  |  |  |  |  |  |  |  |  |  |  |                              |                              |                              |                              |                              |                              |  |  |  |  |  |  |
|  |  |  |  |                                                             |                                                             |                                                             |                                                             | Louis Mollet mort en 1810 contrôleur général des bâtiments du roi                                     | | | | | |                                                                       |                                                                       |                                                                       |                                                                       |                                                                       |                                                                       |                                                                   |                                                                   |                                                                   |                                                                   |                                                                   |                                                                   |                                                                 |                                                                 |                                                                 |                                                                 |                                                                 |                                                                 |                                 |                                 |  |  |                                                                                        |                                                                                        |                                                                                        |                                                                                        |                                                                                        |                                                                                        |  |  |  |  |                                                           |                                                           |                                                           |                                                           |                                                           |                                                           |                                                                  |                                                                  |                                                                  |                                                                  |                                                                  |                                                                  |  |  |  |  |  |  |  |  |  |  |                              |                              |                              |                              |                              |                              |  |  |  |  |  |  |